# Station Aruküla
Station Aruküla is een station in de Estische plaats Aruküla in de gemeente Raasiku. Het station is geopend in 1920 en ligt aan de spoorlijn Tallinn - Narva. 

## Treinen
De volgende treinen stoppen op Station Aruküla:
| Vervoerder | Treinsoort | Route                                    | Opmerkingen                                                 |
| ---------- | ---------- | ---------------------------------------- | ----------------------------------------------------------- |
| Elron      | Sneltrein  | Tallinn – Ülemiste – Aruküla – Aegviidu  | Stopt niet in Vesse, Kulli, Parila, Lahinguvälja en Mustjõe |
| Elron      | Sneltrein  | Tallinn – Aruküla – Tapa – Narva         | Stopt niet in Vesse, Lagedi en Nelijärve                    |
| Elron      | Stoptrein  | Tallinn – Ülemiste – Aruküla – Aegviidu  | Stopt op alle tussenliggende stations                       |
| Elron      | Stoptrein  | Tallinn – Aruküla – Tapa – Rakvere       | Stopt op alle tussenliggende stations                       |
| Elron      | Stoptrein  | Tallinn – Aruküla – Tapa – Tartu         | Stopt op alle tussenliggende stations                       |
| Elron      | Stoptrein  | Tallinn – Aruküla – Tapa – Tartu – Valga | Stopt op alle tussenliggende stations                       |

Tallinn Baltisch Station · 
Kitseküla · 
Ülemiste‎ · 
Vesse · 
Lagedi · 
Kulli · 
Aruküla · 
Raasiku · 
Parila · 
Kehra · 
Lahinguvälja · 
Mustjõe · 
Aegviidu · 
Nelijärve · 
Jäneda · 
Lehtse · 
Tapa · 
Kadrina · 
Rakvere · 
Kabala‎ · 
Sonda · 
Kiviõli · 
Püssi · 
Kohtla-Nõmme · 
Jõhvi · 
Oru · 
Vaivara · 
Narva